# إبراهيم حصار
إبراهيم فارس حصار (مواليد 15 نوفمبر 1993) هو لاعب كرة قدم محترف يلعب في مركز الجناح الأيسر مع نادي زاخو العراقي. وُلد في الأرجنتين، ويمثل منتخب سوريا الوطني في المسابقات الدولية.
يتميز حصار بسرعة فائقة ومهارات فنية متقدمة، إضافة إلى قدرته على تقديم تمريرات حاسمة وصناعة فرص التسجيل، مما يجعله لاعبًا مؤثرًا في خط الوسط الهجومي.
بدأ مسيرته الاحترافية في الأندية الأرجنتينية قبل أن ينتقل للعب في الأندية العربية، حيث برز بأدائه المستمر وساهم في تحقيق عدة انتصارات مهمة مع ناديه ومنتخب بلاده.

## المسيرة المهنية
بدأ إبراهيم فارس حصار مسيرته الكروية مع نادي تيرو فيدرال عام 2014. بعد ثلاث مواسم هناك، انتقل في 2018 إلى نادي إستوديانتس دي ريو كوار في دوري الدرجة الأولى الأرجنتيني. في ديسمبر 2021، انتقل إلى نادي بلغرانو. ساهم حصار في صعود نادي بلغرانو إلى الدوري الأرجنتيني الممتاز موسم 2023.

## المسيرة الدولية
ولد إبراهيم حصار في الأرجنتين، وهو من أصول سورية ولبنانية من جهة أجداده. تم استدعاؤه إلى منتخب سوريا لمجموعة من مباريات تصفيات كأس العالم 2026 في نوفمبر 2023.

## الأهداف الدولية
| الرقم | التاريخ      | الملعب                                     | الخصم   | النتيجة عند تسجيل الهدف | النتيجة النهائية | المسابقة               |
| ----- | ------------ | ------------------------------------------ | ------- | ----------------------- | ---------------- | ---------------------- |
| 1.    | 8 يناير 2024 | استاد جاسم بن حمد، الدوحة، قطر             | ماليزيا | 2–1                     | 2–2              | مباراة ودية1           |
| 2.    | 26 مارس 2024 | استاد الأمير محمد بن فهد، الدمام، السعودية | ميانمار | 2–0                     | 7–0              | تصفيات كأس العالم 2026 |

1 ليست مباراة دولية من تصنيف فيفا "أ".

## روابط خارجية
- إبراهيم حصار  على سكروي